# Емил Тасев (барабанист)
Вижте пояснителната страница за други личности с името Емил Тасев.
Емил Тасев е български барабанист.

## Биографични данни
Роден е през 1975 в София. Първоначално свири на китара, но под влиянието на братовчед си започва да свири на барабани. През 2001 завършва Национална музикална академия със специалност „ударни инструменти“ при Христо Йоцов.

## Музикална кариера
През 1991 става част от Епизод и участва в записването на издадения през 1992 албум Молете се.....
След като завършва Национална музикална академия през 2001 става част от Биг бенда на Вили Казасян.
През 90-те години на XX век Тасев е част от Подуене блус бенд. С напускането на групата от него и Веселин Веселинов през 2000 година, формацията практически спира да съществува.
Тасев е бил част от Акага, с които има един издаден албум. Работил е с Джанго Зе и Сленг.